# Mee Teungoh
Mee Teungoh is een bestuurslaag in het regentschap Pidie van de provincie Atjeh, Indonesië. Mee Teungoh telt 1048 inwoners (volkstelling 2010).